# Nojeon-en-Vexin
Nojeon-en-Vexin es una localidad y comuna francesa situada en la región de Alta Normandía, departamento de Eure, en el distrito de Les Andelys y canton de Étrépagny.

## Demografía
| 295 | 250 | 232 | 225 | 205 | 240 |
| Para los censos de 1962 a 1999 la población legal corresponde a la población sin duplicidades (Fuente: INSEE [Consultar]) |     |     |     |     |     |